# 新疆生产建设兵团第十三师红星一场
新疆生产建设兵团第十三师红星一场是中华人民共和国新疆生产建设兵团第十三师下辖的一个农场，与新疆维吾尔自治区新星市二道湖镇实行“场镇合一”的管理体制。

## 行政区划
新疆生产建设兵团第十三师红星一场下辖以下单位：
机关社区、一连、二连、三连、四连、五连、园林一场和园林二场。